# 27500 Mandelbrot
27500 Mandelbrot este o planetă minoră (asteroid), cu un diametru de 11,483 km, din centura de asteroizi. A fost descoperită pe 12 aprilie 2000 la Prescott Observatory⁠(d) de Paul G. Comba⁠(d) și a fost numită după Benoît Mandelbrot. 
Obiectul prezintă o orbită caracterizată de o semiaxă mare de 3,162363 UAi, o excentricitate de 0,2, o înclinație de 1,38517 ° în raport cu ecliptica.